# Cangrande II della Scala
Cangrande II della Scala (7 de junio de 1332 – 14 de diciembre de 1359) fue señor Scaligeri de Verona y Vicenza desde 1351 hasta su muerte.

## Biografía
En 1351, tras la muerte de su padre, Mastino II della Scala, heredó el señorío de Verona y Vicenza, inicialmente (hasta 1352) bajo la regencia de su tío Alberto II. En 1350 se casó con Isabel, hija del emperador Luis IV de Baviera y Margarita II, condesa de Henao.
Cangrande, apodado Can Rabbioso ("Perro Furioso"), gobernó Verona con mano de hierro, amasando ricos tesoros para sus hijos ilegítimos y empobreciendo la ciudad. 
Esto provocó conflictos internos que llevaron al desconfiado Cangrande a rodearse de mercenarios de Brandeburgo. 
Habiendo llegado al poder en 1351, tras la muerte de su padre Mastino II, heredó un señorío cuyas posesiones se habían reducido considerablemente por los errores políticos y militares de la generación anterior.
Poco inclinado a la guerra, inconstante en su política exterior, se vio seriamente amenazado, en 1354, por el levantamiento organizado por Fregnano, bastardo de Mastino II.
Tras este episodio, Cangrande hizo construir un castillo y un puente fortificado en la ciudad (ver Castelvecchio y Puente de Castelvecchio) para garantizarle un lugar seguro y una ruta de escape segura hacia Alemania en caso de revuelta contra él en la ciudad. 
Esto no impidió que fuera asesinado por su hermano Cansignorio, quien, con la ayuda de los Carraresi de Padua, lo sucedió.

## Descendencia
Entre sus hijos estaban:
- Antonia della Scala (fallecida en 1400), casada con Mastino Visconti, hijo de Bernabò Visconti y Beatrice Regina della Scala.

- Cleofa della Scala (fallecida en 1403), casada con Giammastino Visconti, hermano menor de Mastino.

También tuvo un hijo natural (ilegítimo): * Guglielmo della Scala.

## Sucesión
| Predecesor: Mastino II della Scala (1329-1351) Alberto II della Scala (1329-1352) | Señor de Verona y Vicenza 1351 - 1359 | Sucesor: Cansignorio della Scala (1359-1375) Pablo Alboino della Scala (1359-1365) |

- Datos: Q704799
- Multimedia: Cangrande II della Scala / Q704799